# Joseph T. Rucker
Joseph T. Rucker (* 1. Januar 1887 in Atlanta, Georgia, USA; † 21. Oktober 1957 in San Francisco, Kalifornien) war ein US-amerikanischer Kameramann für Dokumentarfilme und Wochenschauen.

## Biografie
Joseph T. Rucker wurde als Sohn eines Baumwollhändlers in Atlanta geboren.
Er begann seine Karriere als Kameramann bei Paramount Pictures. Für die Wochenschauen des Studios filmte er 1915 die Eröffnung des Panamakanals. Weitere Wochenschau-Aufnahmen steuerte er über die Auswirkungen des katastrophalen Erdbebens von Tokio 1923 bei. Auch über den chinesischen Bürgerkrieg konnte er Filmmaterial für die Nachrichten beifügen.
Mit seinem Kollegen Willard Van der Veer nahm Rucker an der Byrd Antarctic Expedition des US-amerikaners Richard Evelyn Byrd (1928–1930) teil. Insgesamt drehten die beiden in der Antarktis über 5.000 Meter Filmmaterial unter extremsten Kälteeinflüssen. Die Aufnahmen wurden zu einem Dokumentarfilm zusammengestellt (Mit Byrd zum Südpol, With Byrd at the South Pole). Für diese Arbeit wurden Rucker und Van der Veer 1930 mit dem Oscar für die beste Kamera ausgezeichnet. Zudem trägt seit 1966 der Rucker Spur in der Antarktis in Erinnerung an seine Leistungen seinen Namen.
Im Zweiten Weltkrieg filmte Rucker Abschnitte des Pazifikkrieges zwischen den USA und Japan an Bord des Flugzeugträgers Enterprise.
1955 zog sich Rucker aus dem Filmgeschäft zurück und zog mit seiner Frau Cecile Kaufman nach San Francisco. Joseph T. Rucker verstarb zwei Jahre später am 21. Oktober 1957 und hinterließ seine Frau und zwei Kinder.